# Bunuze
Bunuze (en francès i oficialment Bunus), és un municipi de la Baixa Navarra, un dels set territoris del País Basc, al departament dels Pirineus Atlàntics i a la regió de la Nova Aquitània. Limita amb les comunes de Larzabale-Arroze-Zibitze, al nord, Jutsi al nord-est, Ibarrola a l'oest, i Donaixti-Ibarre al sud.

## Demografia
| 1901 | 1962 | 1968 | 1975 | 1982 | 1990 | 1999 |
| --- | ---- | ---- | ---- | ---- | ---- | ---- |
| 263 | 189  | 189  | 173  | 162  | 151  | 139  |
| A partir de 1962, el cens té en compte la població resident definida com a "Population sans doubles comptes" per l'INSEE |      |      |      |      |      |      |